# Acrogomphus malayanus
Acrogomphus malayanus е вид водно конче от семейство Gomphidae. Видът е почти застрашен от изчезване.

## Разпространение
Разпространен е в Малайзия (Западна Малайзия).